# St. Petrus (Sandsbach)

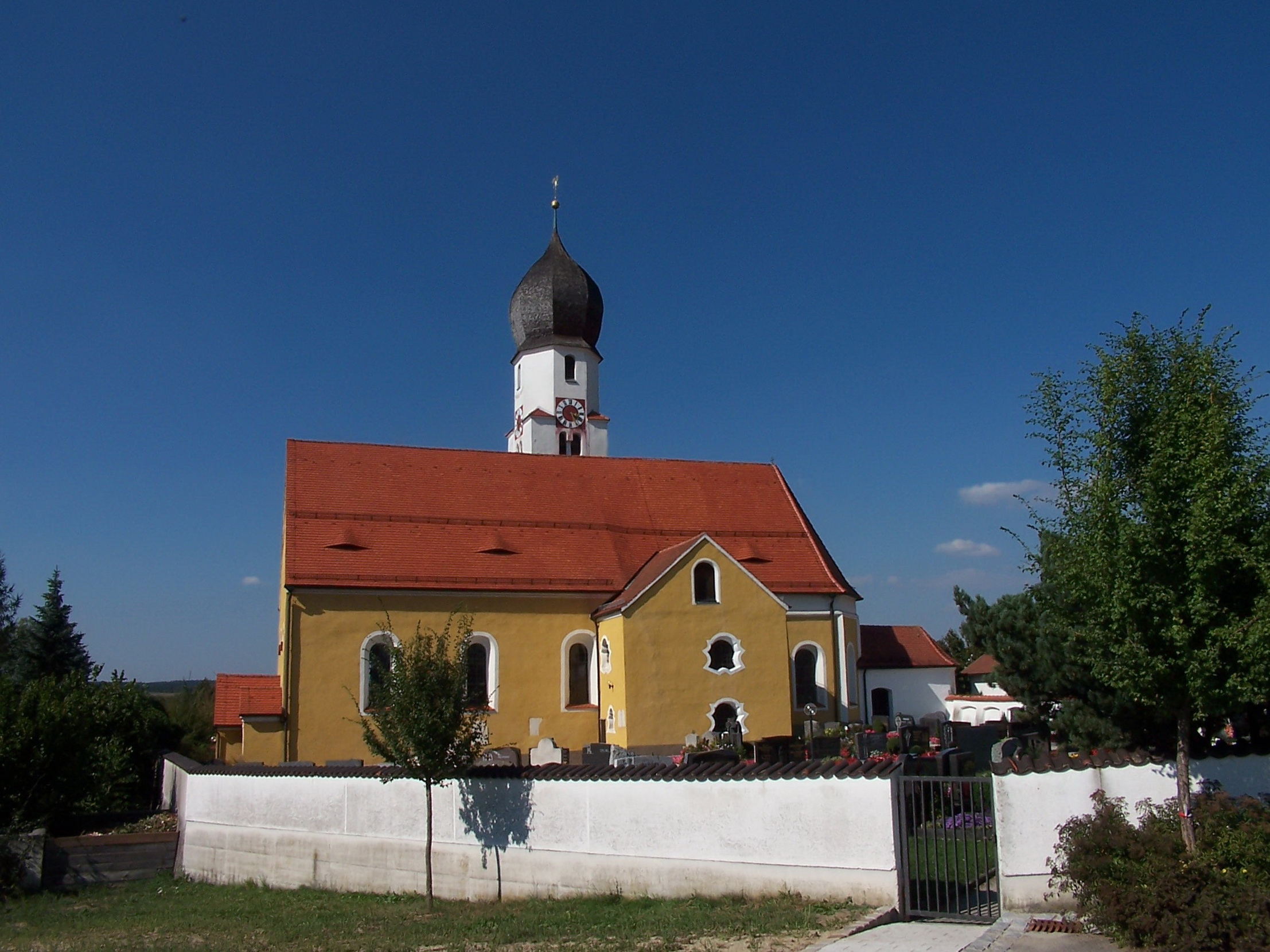
Außenansicht der Pfarrkirche St. Petrus von Süden

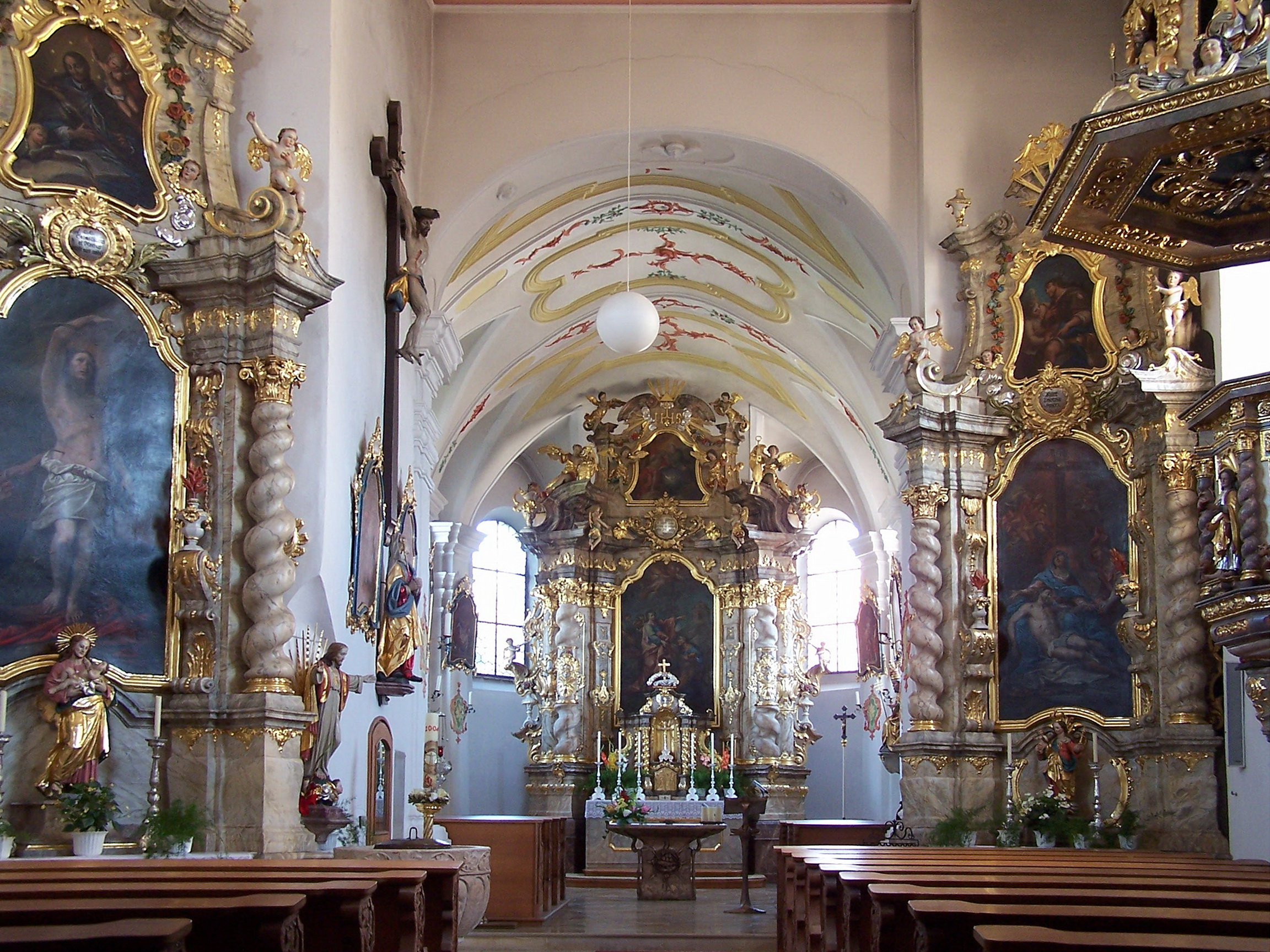
Innenraum

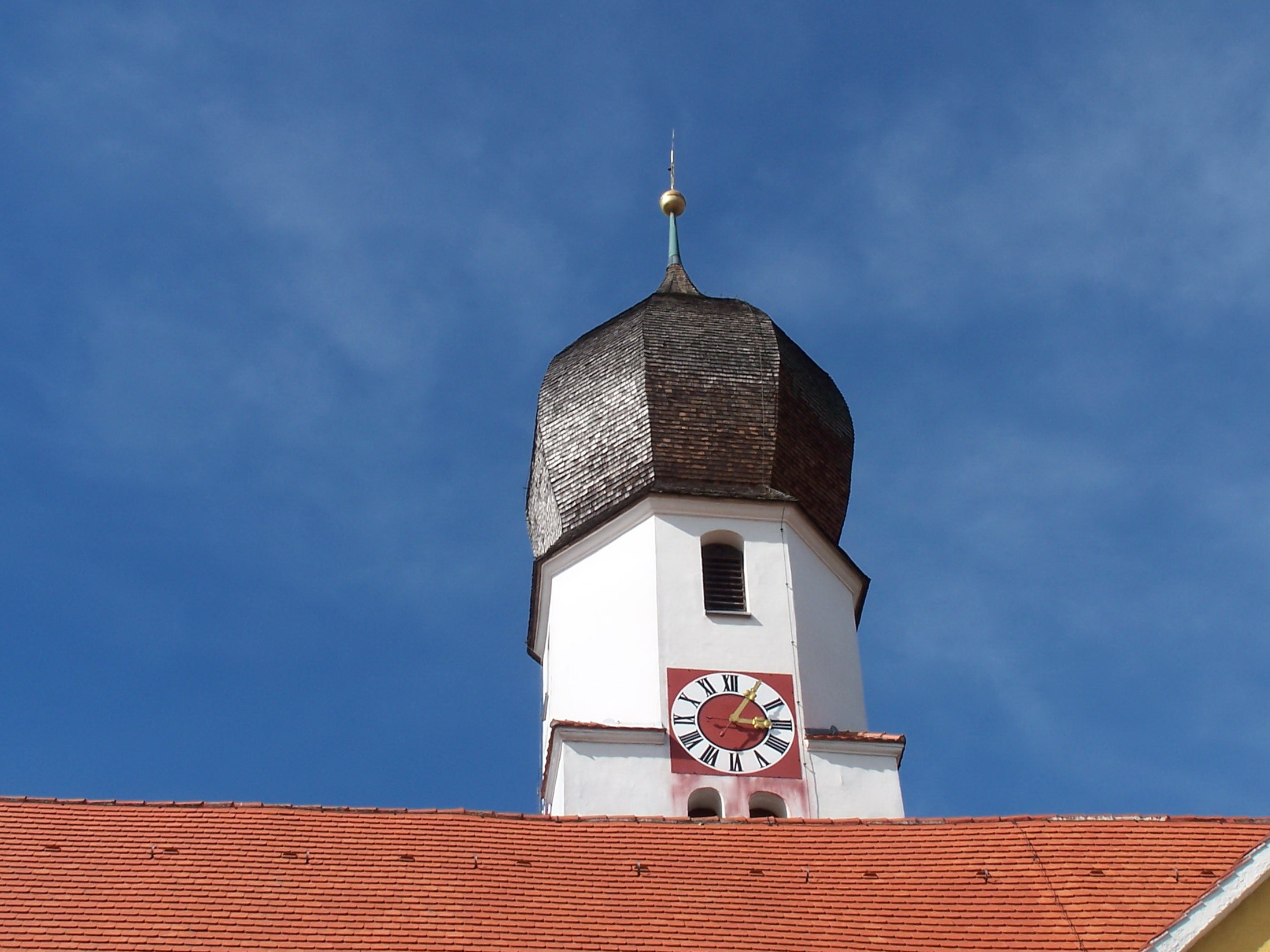
Turmzwiebel

Die römisch-katholische Pfarrkirche St. Petrus in Sandsbach, einem Ortsteil der Gemeinde Herrngiersdorf im niederbayerischen Landkreis Kelheim, ist ein im Kern romanischer Kirchenbau aus dem 13. Jahrhundert, der vor allem in der Spätgotik (Mitte 15. Jahrhundert) und im Barock (Anfang/Mitte 18. Jahrhundert) verändert wurde. Noch älter als die Bausubstanz ist die Geschichte der Kirche und Pfarrei Sandsbach, die bis in das 9. Jahrhundert zurückreicht.

## Geschichte
Im Jahr 878 erhielt der Priester Job vom bairischen König Karlmann Besitzungen in Samutespach (heute Sandsbach), die spätestens nach Jobs Tod an das Kloster Sankt Emmeram in Regensburg fallen sollten. Dabei handelte es sich um den „oberen Teil von Samutespach“, also vermutlich um das heutige Pfarrdorf rechts der Großen Laber. Im unteren Teil von Sandsbach (vermutlich links der Großen Laber) erlangten dagegen die einflussreichen Grafen von Ebersberg großen Einfluss und errichteten dort beispielsweise die Sinsburg, wie noch heute an einem Ringwall im Wald sichtbar. Im Jahr 1037 fällt dieser Ortsteil an das Benediktinerinnenkloster Geisenfeld, das damals von Graf Eberhard II. von Ebersberg neu gegründet wurde. 1285 erhielt das Kloster auch den oberen Teil von Sandsbach; in diesem Zusammenhang wird der Ort auch erstmals als Pfarrsitz erwähnt. Bis zur Säkularisation 1803 blieb die spätere Hofmark Sandsbach in den Händen des Klosters, das dort eine Propstei mit niederer Gerichtsbarkeit unterhielt.
Bereits zu Zeiten des Priesters Job dürfte an der Stelle der heutigen Pfarrkirche eine einfache Holzkirche bestanden haben. Die Mauern des heutigen Turmes und Langhauses, welche die ältesten Teile der vorhandenen Bausubstanz darstellen, dürften Mitte des 13. Jahrhunderts entstanden sein. Es handelt sich also um eine im Kern romanische Kirche. Die ungewöhnlich große Höhe des Kirchenschiffs legt nahe, dass dieses ursprünglich doppelgeschossig ausgeführt war. Außerdem lässt die bis heute unregelmäßige Anlage des Langhauses mit dem auf der Nordseite weit hineinragenden Turm vermuten, dass in romanischer Zeit seitlich ein rechteckiger Chor angefügt war. Um die Mitte des 15. Jahrhunderts, also in spätgotischer Zeit wurde der heutige Chor angebaut und das Langhaus entsprechend einseitig verlängert.
Um 1660 sind in einem Inventar drei Altäre in der Pfarrkirche benannt: der dem Kirchenpatron Petrus geweihte Hochaltar sowie zwei Seitenaltäre zu Ehren der Mutter Gottes und des heiligen Sebastian. Zu Beginn des 18. Jahrhunderts wurde der Chor barock umgestaltet, unter anderem durch das Abschlagen der gotischen Gewölberippen. Nach 1750 nahm man weitere Veränderungen an dem Kirchenbau vor, etwa den Anbau der zweigeschossigen Sakristei, der Seelenkapelle, des nördlichen Emporenaufgangs und der westlichen Vorhalle. Die Stuckaturen am Chorgewölbe wurden nach stilistischem Befund auf die Zeit um 1760 datiert.
Nach der Säkularisation gab es mehrfach Bestrebungen die Filialen Langquaid und Adlhausen aus der Pfarrei Sandsbach herauszulösen. Dies scheiterte jedoch zunächst in beiden Fällen. Während Adlhausen noch heute Teil der Pfarrei Sandsbach ist, wurde im Markt Langquaid 1854 eine eigene Pfarrei gegründet.
Im 19. und 20. Jahrhundert wurde die Kirche mehrmals aufwändig renoviert. So weist die Jahreszahl 1863, die unter dem Oratorium zu finden ist, möglicherweise auf die Stuckierung des Chorbogens hin. Im Jahr 1980 wurde eine Außenrenovierung vorgenommen, 1982/83 eine Innenrenovierung. Dabei erfolgte eine Freilegung, Restaurierung und Festigung des Stucks am Chorgewölbe sowie eine Wiederherstellung der Raumfassung des 18. Jahrhunderts. Am 1. Juni 1986 konnte der neue Volksaltar durch Weihbischof Vinzenz Guggenberger geweiht werden.

## Architektur

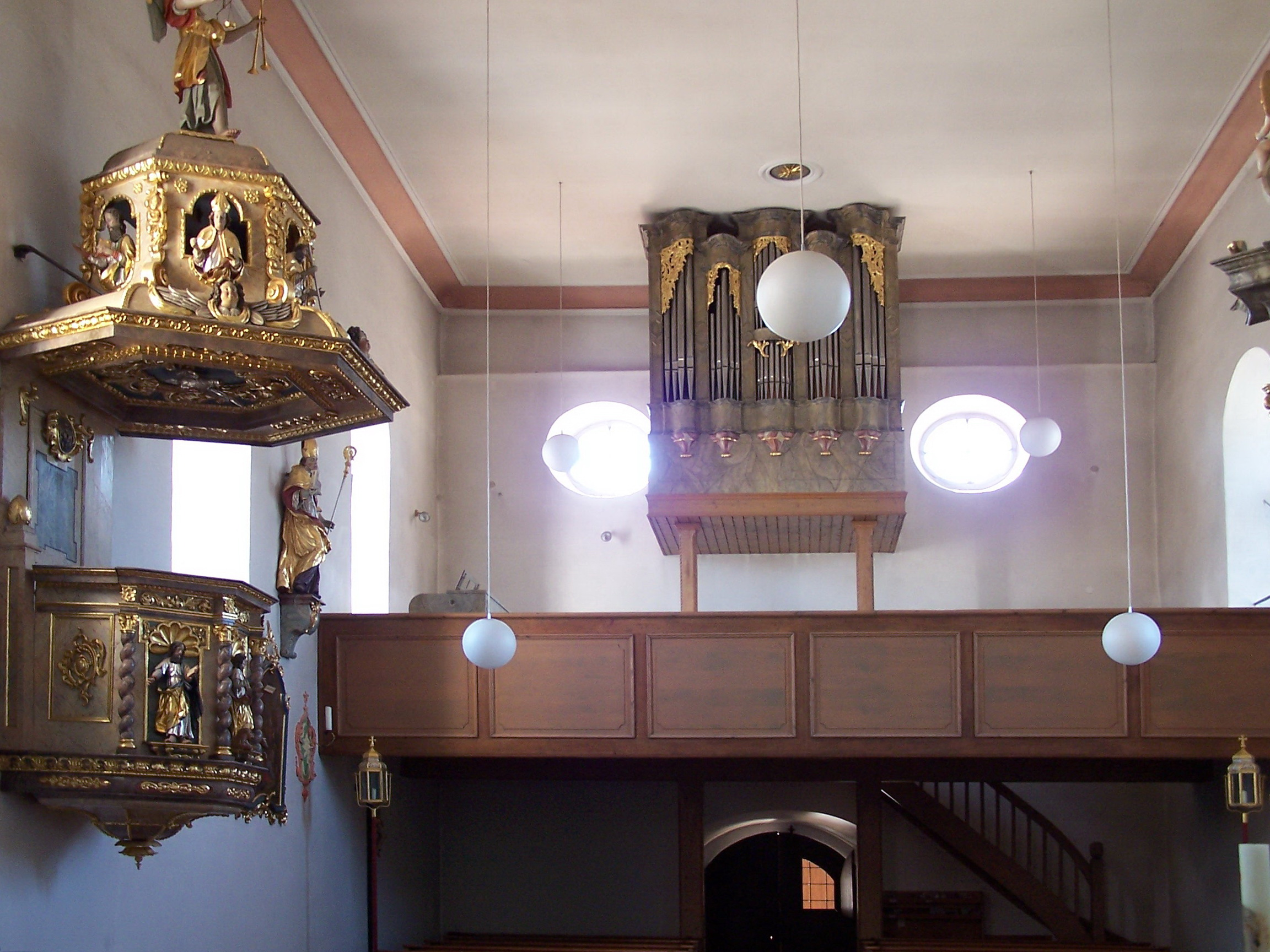
Gegenblick zur Orgelempore

Die nach Osten ausgerichtete Saalkirche liegt auf einer Höhe von genau 400 m ü. NN auf einer Anhöhe rechts der Großen Laber. Sie umfasste ein dreijochiges Langhaus sowie einen eingezogenen, zweijochigen Chor mit dem für die Spätgotik typischen Fünfachtelschluss. Der Außenbau des Langhauses ist bis auf die verhältnismäßig kleinen, rundbogigen Fensteröffnungen, welche auf die romanische Stilepoche verweisen, weitgehend ungegliedert. Die Chor wird dagegen durch dezente Dreieckstreben und einen einfachen Dachfries belebt. Der auf der Nordseite angebaute Turm ist weit in das Innere des Langhauses vorgerückt, sodass dessen östliches Joch deutlich schmäler ausfällt. Über dem ungegliedert romanischen Unterbau erhebt sich ein niedriger achteckiger Barockaufsatz, der von einer schindelgedeckten Zwiebelhaube bekrönt wird. Letztere ist in der Gegend eher selten und kommt nur noch bei der benachbarten Pfarrkirche Mariä Himmelfahrt in Semerskirchen vor. Der weiß getünchte Turm hebt sich deutlich vom übrigen Kirchenbau ab, der ganz in Gelb gehalten ist.
Das Kirchenportal befindet sich in dem barocken Vorbau auf der Westseite. Das Langhaus ist flach gedeckt, der Chor enthielt ursprünglich ein spätgotisches Netzrippengewölbe, das sich heute mit abgeschlagenen Rippen als Stichkappentonne präsentiert. Das Tonnengewölbe entspringt dabei aus Pilastern, die nach oben hin stark profiliert sind und sich beinahe zu Konsolen auffächern. Die Gewölbedecke wird von Rahmenstuck und Rocaillen belebt. Im westlichen Langhausjoch ist die Orgelempore eingezogen, die ungewöhnlicherweise keine unmittelbare Verbindung zur westlichen Außenmauer besitzt. In dem entstehenden „Spalt“ ist der Treppenaufgang untergebracht. Im Erdgeschoss des Turmes, welches vom Langhaus aus zugänglich ist, wurde ein Beichtzimmer eingerichtet.

## Ausstattung

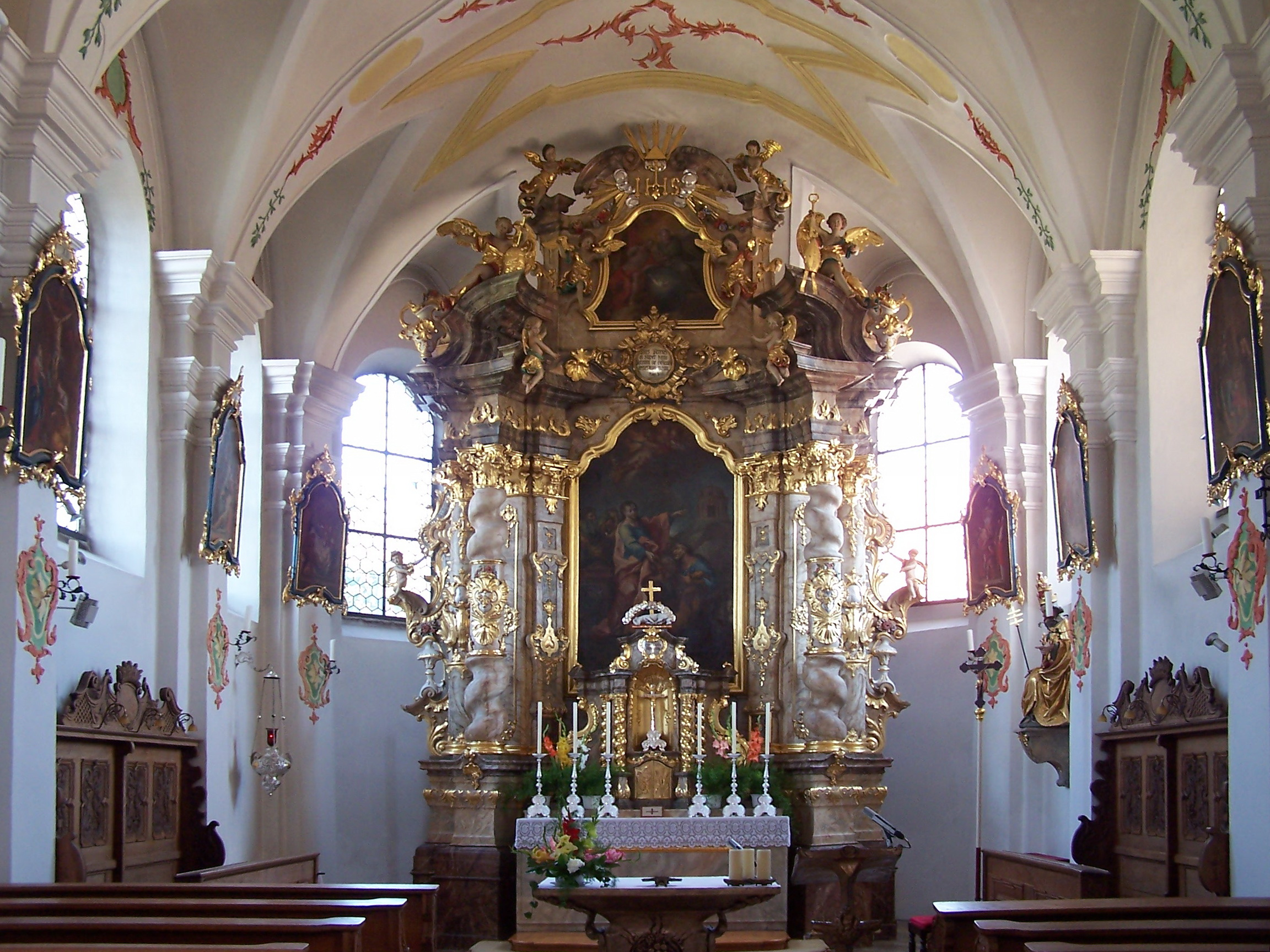
Chorraum mit Rokoko-Hochaltar (um 1750)

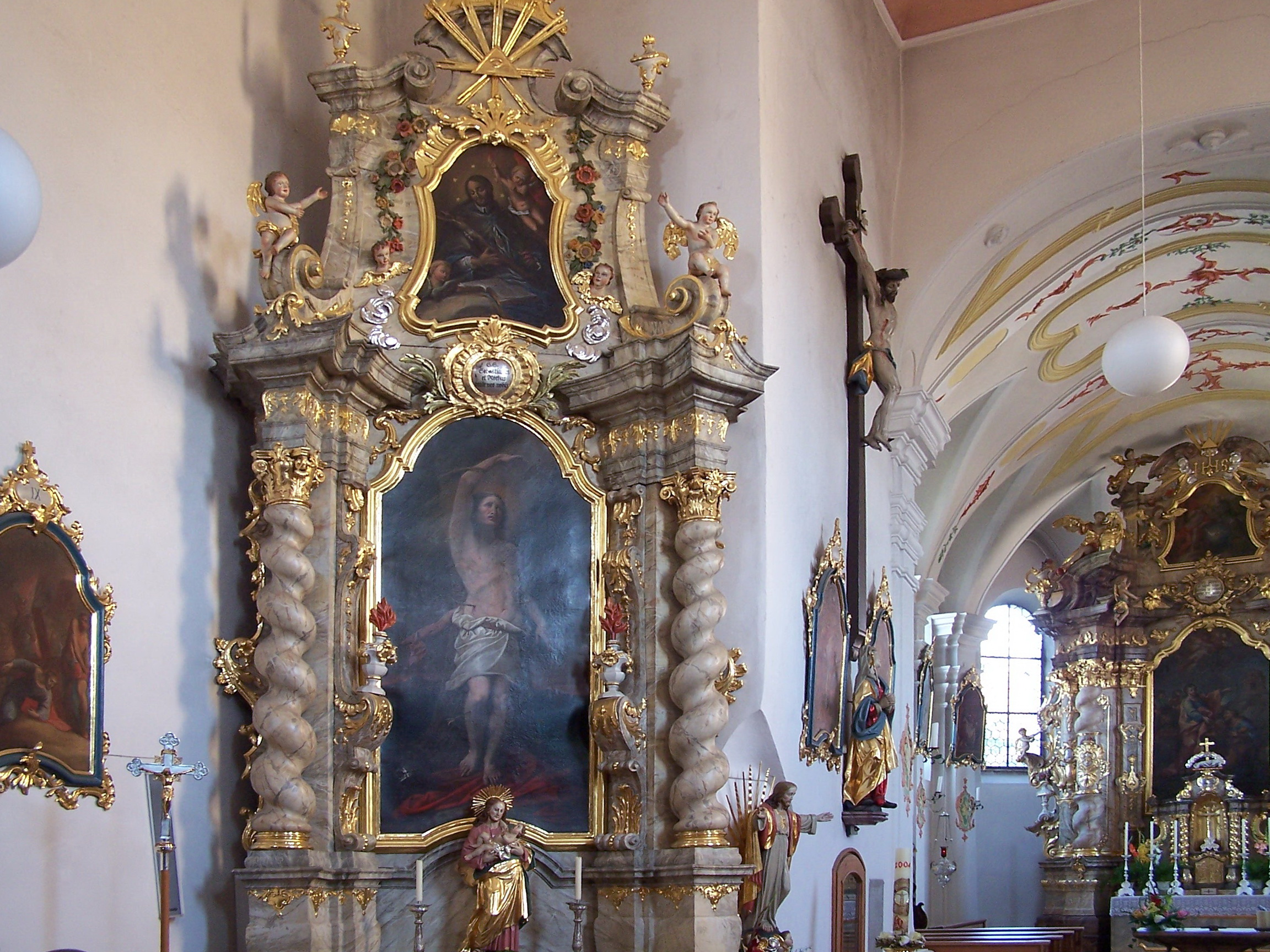
Linker Seitenaltar (um 1750)

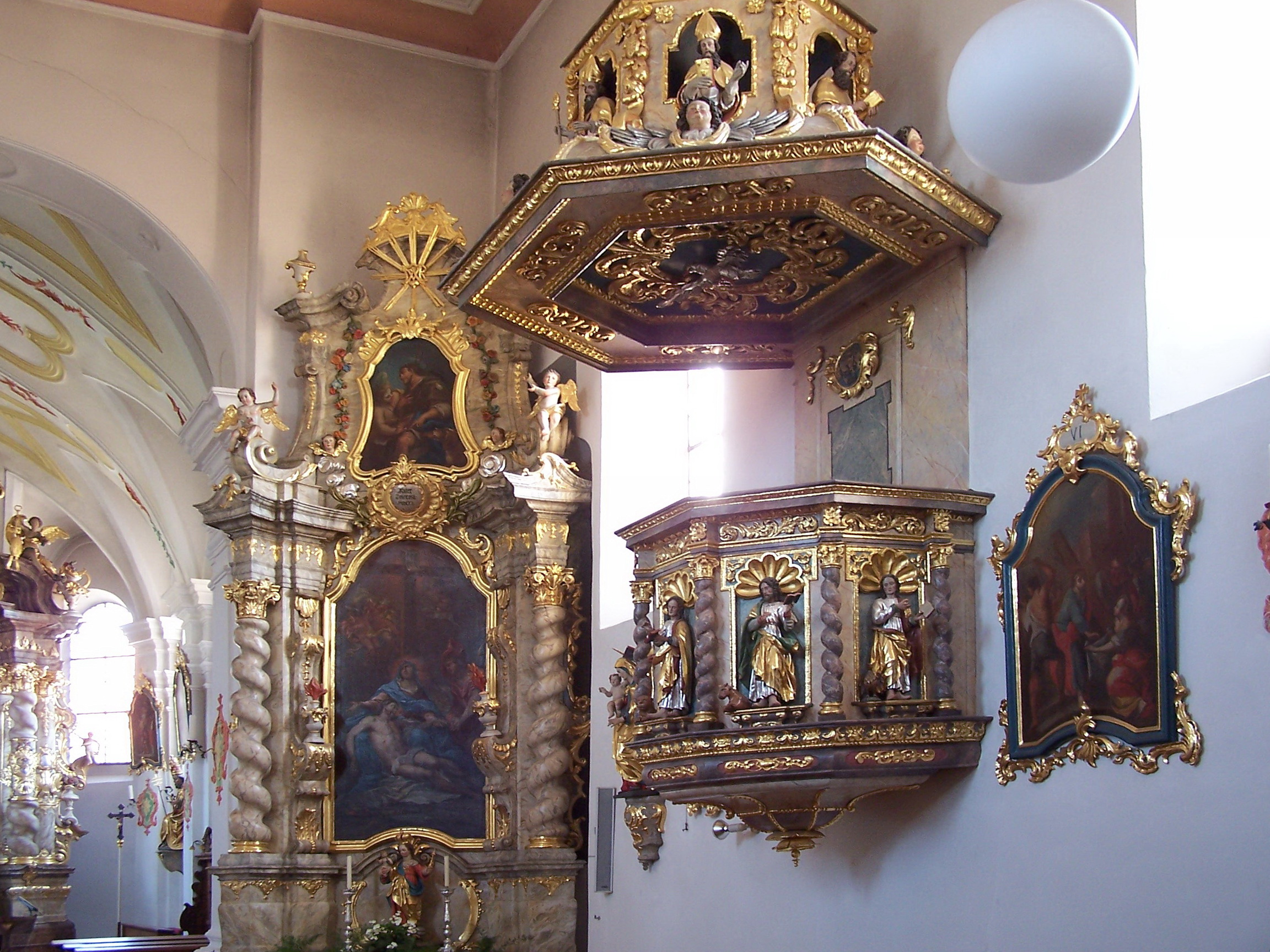
Rechter Seitenaltar (um 1750) und Kanzel (um 1680)

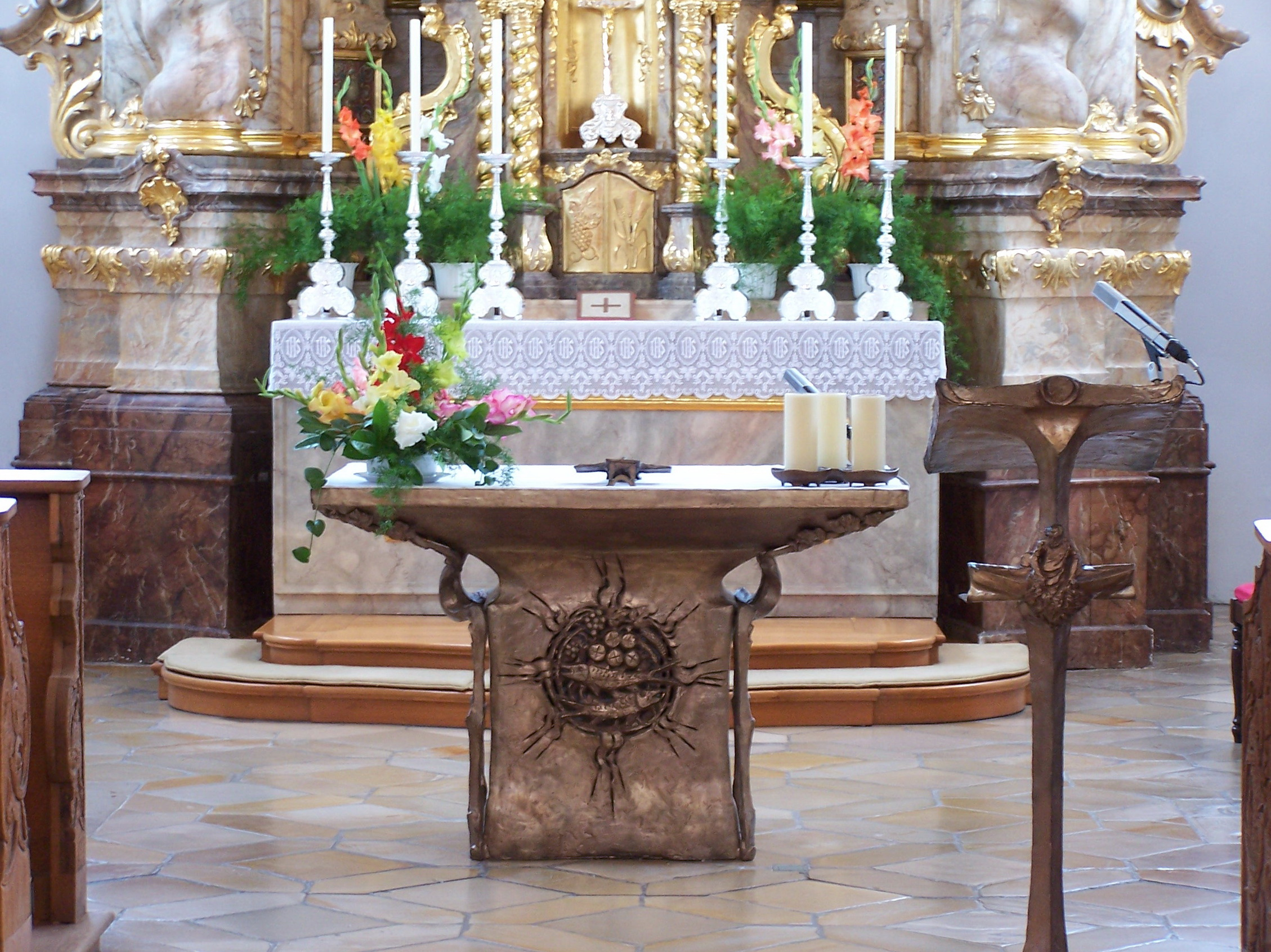
Volksaltar (1985/86)

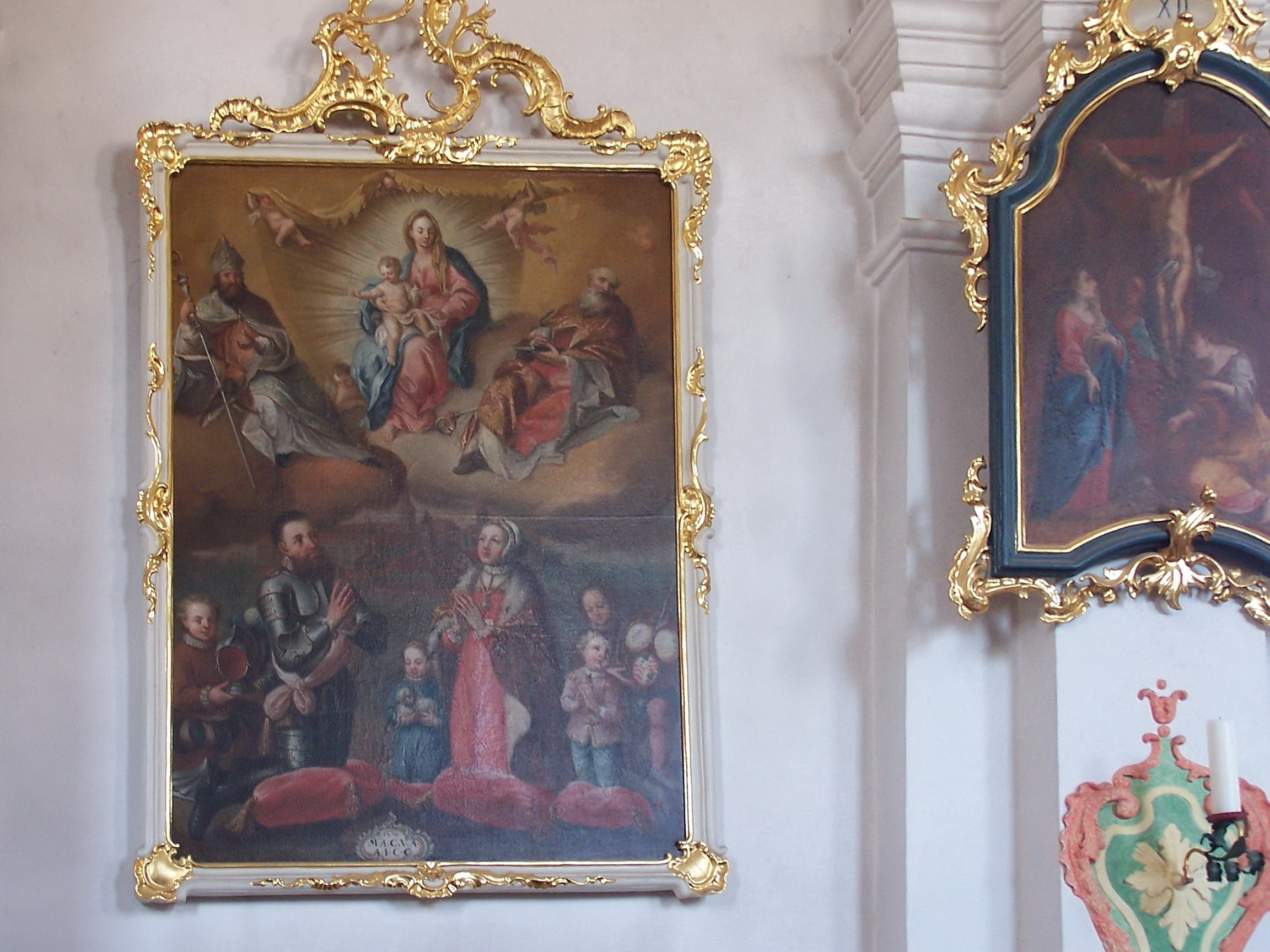
Votivgemälde im Chorraum (1770)

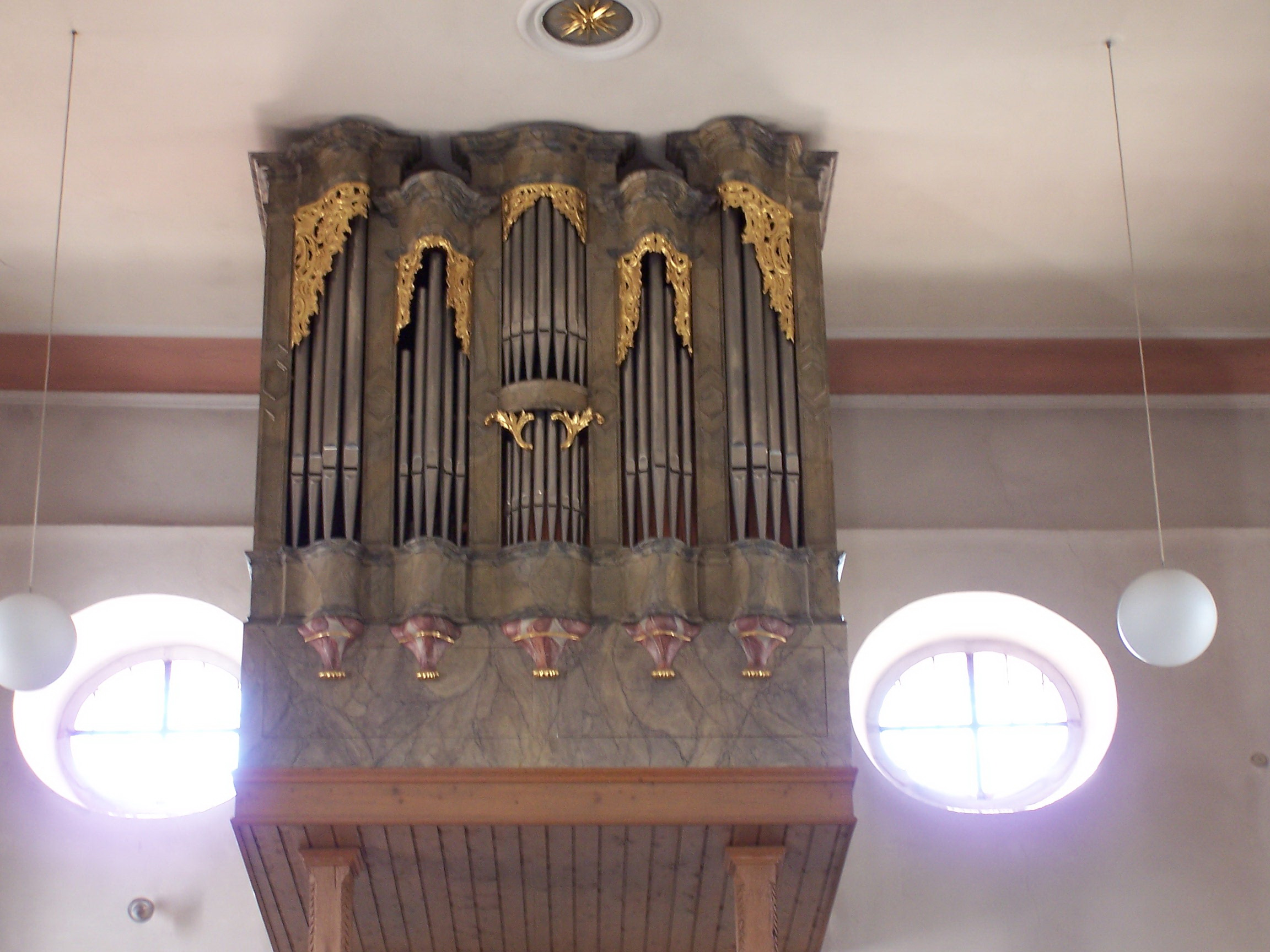
Spätbarocker Orgelprospekt (um 1765), modern verändert

### Hochaltar und Seitenaltäre
Die drei historischen Altäre der Sandsbacher Kirche sind als Werke des Rokoko um 1750 entstanden und sollen im Jahr 1876 vom Kloster Geisenfeld hierher übertragen worden sein. Der reich mit Muschelwerk, Vasen und Blumengirlanden verzierte Hochaltar umfasst vier gewundene Säulen und zwei Pilaster auf hohen Sockeln. Diese tragen den Altaraufsatz, der zwischen zwei Schweifgiebelstücken auf weit vorgekröpftem Gebälk aufragt. Das zentrale Altarblatt enthält die Patroziniumsdarstellung der Schlüsselübergabe an Petrus. Darauf beziehen sich die Beigaben der Engelsfiguren auf den Giebelstücken: die päpstlichen Insignien. In dem geschweift berandeten Auszugsbild ist die Heilige Dreifaltigkeit dargestellt, darüber das Jesusmonogramm IHS sowie das gleichseitige Dreieck als Dreifaltigkeitssymbol mit dem Auge Gottes in einem Strahlenkranz. Der Tabernakel mit Aussetzungsnische wird seitlich von Voluten und insgesamt vier gewendelten Säulchen eingefasst. Obenauf thront eine Figur des Apokalyptischen Lammes.
Die beiden schräggestellten Seitenaltäre nehmen sich in ihrem Aufbau nur wenig gegenüber dem Hochaltar zurück. Allerdings besitzen sie nur je zwei Säulen und zwei mit Muschelwerk und Vasen verzierte Volutenpilaster, die jeweils auf hohen Sockeln stehen. Der nördliche (linke) Seitenaltar zeigt im Hauptbild ein 1877 von Hermann Anschütz geschaffenes Gemälde des heiligen Sebastian, im Oberbild eine Darstellung des heiligen Johannes Nepomuk. Der südliche (rechte) Seitenaltar enthält ein barockes Altarblatt der Beweinung Christi und im Auszugsbild eine Darstellung des heiligen Rochus.

### Volksaltar und Ambo
Den Volksaltar und den Ambo schuf der Bildhauer Hans Wurmer aus Hausen in den Jahren 1985/86. Am Volksaltar befinden sich Darstellungen der wundersamen Brotvermehrung, des Osterlammes sowie von Weintrauben und Ähren, die allesamt auf die heilige Eucharistie verweisen. In den Altar sind eine Kapsel mit Reliquien der heiligen Märtyrer Aurelius und Coelestina, ein Stein vom Golgothafelsen in der Jerusalemer Grabeskirche sowie eine Urkunde eingearbeitet. Am Ambo sind der Kirchenpatron Petrus und der Reiche Fischfang dargestellt.

### Kanzel
Um 1680 entstand die barocke Kanzel mit Wappenschild an der Rückwand. Der polygonale Kanzelkorb ist an den Kanten mit gewendelten Säulchen besetzt. Dazwischen befinden sich mit Muschelschalen hinterlegte Nischen mit Figuren der vier Evangelisten. Auf der Unterseite des Schalldeckels ist ein Relief der Heilig-Geist-Taube zu sehen. Auf der Oberseite befinden sich vier Büsten der Kirchenväter und obenauf eine Skulptur des Erzengels Michael.

### Taufstein
Der romanische Taufstein, der wohl um die Mitte des 13. Jahrhunderts entstanden ist, wurde von der Ausstattung des Vorgängerbaus übernommen. Das runde Muschelbecken, das auf einem runden, eingeschnürten Fuß ruht, besitzt am oberen Rand einen Weinrankenfries. Es ist neben dem linken Seitenaltar aufgestellt.

### Übrige Ausstattung
Oberhalb des Taufsteins befindet sich eine Herz-Jesu-Figur, die wohl neobarock ist. Die ebenfalls im Langhaus befindlichen Figuren der Heiligen Sebastian und Wolfgang sowie der Mutter Gottes mit Jesuskind sind dagegen spätbarock und stammen aus der Zeit um 1730. Außerdem ist eine um die Mitte des 16. Jahrhunderts entstandene Figur des Kirchenpatrons Petrus von großer Bedeutung. Die fast lebensgroße Skulptur ist an der Südwand des Chorraums angebracht und stammt möglicherweise von einem früheren Hochaltar der Kirche. Die Attribute kamen erst bei einer Renovierung in jüngerer Zeit hinzu.
Das Chorgestühl und die Stuhlwangen im Langhaus wie auch einige der Figuren sind in die Zeit um 1730 zu datieren. Etwa Mitte des 18. Jahrhunderts entstanden sind die in Öl auf Leinwand gemalten Kreuzwegstationen, mit reich verzierten Rokokorahmen versehen sind. Ebenfalls über einen Rokokorahmen verfügt das Votivgemälde im Chorraum, das per Inschrift auf das Jahr 1770 datiert ist. Es zeigt die Mutter Gottes mit Jesuskind, die begleitet von den Heiligen Zeno (links) und Benedikt (rechts) im Himmel über dem Kloster Geisenfeld thront. Im Vordergrund ist die Stifterfamilie der Grafen von Sempt-Ebersberg dargestellt.

### Orgel
Im Jahr 1765 erhielt die Sandsbacher Kirche eine erste Orgel mit fünfteiligem Prospekt, die der Straubinger Orgelbauer Johann Peter Plersch erstellte. 1925 wurde in das spätbarocke Gehäuse ein Orgelwerk von Michael Weise aus Plattling eingebaut. Die Firma seines Sohnes Reinhard Weise baute am 16. August 1982 das inzwischen schadhafte Orgelwerk aus und erneuerte es unter Verwendung noch brauchbarer Register, um es dann in ein leicht verändertes Gehäuse einzubauen. Am 4. Dezember 1983 wurde schließlich die heutige Orgel geweiht.

### Glocken
Im Turm befinden sich drei Glocken, deren älteste 1724 von Johann Georg Sedlbauer aus Straubing gegossen wurde. Die beiden anderen Glocken schuf Karl Hamm aus Regensburg im Jahr 1948 als Ersatz für zwei im Krieg beschlagnahmte Glocken.

## Umgebung
Der Friedhof rund um die Kirche ist um einer Ummauerung aus dem 18. oder 19. Jahrhundert eingesäumt. Die Seelenkapelle wurde im 18. Jahrhundert errichtet, wahrscheinlich im Zuge der Barockisierung der Kirche, und ist zwischen Chorscheitel und Friedhofsmauer eingezwängt. Der kleine Walmdachbau ist auf der Ostseite dreiseitig geschlossen.